# EP u hokeju na travi 1983.
Europsko prvenstvo u hokeju na travi za muške 1983. se održalo u Nizozemskoj, u Amsterdamu.

## Sudionici
Sudionici su bili Austrija, Belgija, Engleska, Francuska, Irska, Nizozemska, SR Njemačka, Poljska, SSSR, Škotska, Španjolska i Wales.

## Rezultati
- za brončano odličje:

 SR Njemačka -  Španjolska 3:1
- za zlatno odličje

 Nizozemska -  SSSR 2:2 (8:6 nakon kaznenih udaraca)

## Konačna ljestvica
| Mj. | Država      |
| --- | ----------- |
| 1.  | Nizozemska  |
| 2.  | SSSR        |
| 3.  | SR Njemačka |
| 4.  | Španjolska  |
| 5.  | Engleska    |
| 6.  | Francuska   |
| 7.  | Škotska     |
| 8.  | Belgija     |
| 9.  | Poljska     |
| 10. | Irska       |
| 11. | Austrija    |
| 12. | Wales       |

Naslov europskog prvaka je osvojila Nizozemska.